# Racu (okręg Vâlcea)
Racu – wieś w Rumunii, w okręgu Vâlcea, w gminie Mitrofani. W 2011 roku liczyła 158 mieszkańców.